# Philipp Mittnik
Philipp Mittnik (* 1975) ist ein österreichischer Historiker mit den Schwerpunkten Geschichts- und Politikdidaktik. Er ist Professor für Geschichts- und Politikdidaktik und Leiter des Zentrums für Politische Bildung an der Pädagogischen Hochschule Wien (PH Wien).

## Leben
Mittnik studierte zunächst Geschichte und Geographie an der Universität Wien (Mag.). Seine Diplomarbeit, die er 2001 beim Zeithistoriker Gerhard Botz am Institut für Zeitgeschichte fertigstellte, handelt von der „Musik und Bildenden Kunst im Konzentrationslager Mauthausen“. Von 2001 bis 2003 war er Lektor ebendort. Er unterrichtete an verschiedenen Schultypen, war zuletzt Lehrer für Geschichte und Sozialkunde/Politische Bildung sowie Geographie und Wirtschaftskunde am Bundesrealgymnasium Maroltingergasse (BRG 16) in Wien. Postgradual studierte er Politische Bildung an der Universität Klagenfurt/Donauuniversität Krems (MSc.). 2017 schloss er sein Doktoratsstudium an der Universität Wien ab. In seiner Dissertationsschrift „Holocaust Darstellungen in Schulbüchern. Deutsche, österreichische und englische Schulbücher im Vergleich“ wählte er einen diachronen Analysezugang im Bereich der Schulbuchforschung
Er wurde 2010 Mitarbeiter am Institut für Fortbildung (PH Wien). Gegenwärtig ist er Professor für Geschichts- und Politikdidaktik, sowie Leiter des Zentrums für Politische Bildung (ZPB). Außerdem ist er Lehrbeauftragter am Institut für Geschichte der Universität Salzburg. Er initiierte die Arbeitsgruppe „Neue Reifeprüfung Geschichte und Sozialkunde/Politische Bildung“ (GSK/PB) und gibt im Auftrag des Unterrichtsministeriums den dazugehörigen Leitfaden heraus. Regelmäßig organisiert er nationale und internationale Fachtagungen zu verschiedenen Themen. 2015 widmete sich eine Konferenz dem Thema "Empirische Geschichtsschulbuchforschung in Österreich", 2016 fand eine Konferenz zum Thema "Politische Bildung in der Primarstufe" und 2017 wurde das Thema "Empirische Einsichten in der Politischen Bildung" bearbeitet. Zu diesen Konferenzen wurden Tagungsbände von Philipp Mittnik veröffentlicht. Das Zentrum für Politische Bildung (ZPB) an der PH Wien verfolgt eine schulpraktische Ausrichtung. So wurden Lehrer Handreichungen verfasst, die sich mit unterschiedlichen Fragestellungen und der Politischen Bildung und zahlreich ausgearbeiteten Unterrichtsbeispielen befassen. Im Sinne einer größtmöglichen Verbreitung werden diese kostenfrei zum Download angeboten. So widmete sich Mittnik und Mitarbeiter des ZPB den Bereichen "Politische Bildung in der Volksschule", "Was darf Politische Bildung", sowie "Politische Handlungsfelder zwischen Interessens- und Identitätspolitik. 2021 veröffentlichte er gemeinsam mit Georg Lauß und Sabine Hofmann-Reiter die Studienergebnisse "Generation des Vergessens". Bei dieser wurde der Wissensstand von über 1.000 Schüler zu Nationalsozialismus und Holocaust abgefragt und gleichzeitig wurden Empfehlungen zu einer nachhaltigen Holocaust Education empirisch abgeleitet und ausgearbeitet.
Mittnik ist Referent bei zahlreichen internationalen Fachtagungen u. a. bei der unter Schirmherrschaft von Isabella von Treskow (Universität Regensburg) stehenden Tagung „Widerstand im Konzentrationslager Formen, Voraussetzungen, Möglichkeiten und Verarbeitung aus literaturwissenschaftlicher und sozialpsychologischer Perspektive“ (2015), bei der durch den Lehrstuhl für Didaktik der Geschichte (Ludwig-Maximilians-Universität München) veranstalteten Tagung „1945–2015: 70 Jahre zwischen Aufklärung und Verklärung, erinnern und vergessen. Determinanten der historisch-politischen Aufarbeitung des Nationalsozialismus im bildungspolitischen Diskurs“ (2015), bei der »International Research Conference on Education about the Holocaust« der International Holocaust Remembrance Alliance in Verbindung mit der Pädagogischen Hochschule Luzern (2016), bei der British Association for Holocaust Studies (2016, 2019) und bei der Konferenz zum österreichischen Zeitgeschichtetag (2018).
Mittnik lebt in Wien, ist verheiratet und Vater von zwei Kindern.

## Rezeption
Im Jahr 2010 setzte er sich in der im Lit Verlag erschienenen Arbeit Die FPÖ – eine rechtsextreme Partei? mit Radikalisierungstendenzen in der FPÖ unter dem Vorsitzenden Heinz-Christian Strache auseinander. Für seine These, dass die Partei rechtsextrem sei, legte er eine „Fülle von Belegen“ vor, jedoch „in einem analytisch nicht breiterem Rahmen“. Es mangele an „analytischer Stringenz“ wie der Politikwissenschaftler und Soziologe Armin Pfahl-Traughber feststellte, obwohl er Mittnik in seiner Grundannahme zustimmen konnte. Andernorts wird seine Zusammenfassung, die FPÖ könne als „islamophobe Partei“ – was er als eine Art „islamischen Rassismus“ versteht – bezeichnet werden, diskutiert. Nach dem Wochenmagazin News habe sich Mittnik durchaus kluge Gedanken gemacht, das Buch sei eine „geballte Zusammenstellung von bedenklichen Aussagen in der Ära Strache“. Es wird durch den Ethnologen und Fachautoren Werner T. Bauer von der Österreichischen Gesellschaft für Politikberatung und Politikentwicklung (ÖGPP) empfohlen.
2014 arbeitete er heraus, dass im Geschichtsunterricht bisweilen ein „tradiertes Geschichtsmodell, in welchem nach wie vor eine ereignisgeschichtliche, daten- und faktenorientierte Herangehensweise“ vorliege. 2015 wurde er als Befürworter des Entwurfs für einen neuen Lehrplan „Geschichte und Sozialkunde/Politische Bildung“ für die AHS-Unterstufe und die Neue Mittelschule folgendermaßen zitiert: „Niemand will in Österreich die österreichische Geschichte abschaffen [...] aber sie soll den Stellenwert bekommen, den sie tatsächlich hat. Bloße Nationalgeschichte, die zeigt, wie toll wir sind, gehört längst der Vergangenheit an“.

## Schriften (Auswahl)
- (Zugest.): Oral History des Überlebens von Frauen im Konzentrationslager Ravensbrück. Unter der Leitung von Gerhard Botz. Teil 2: Lebensgeschichtliche Fallstudien (= LBIHS-Arbeitspapiere. Nr. 18). o. V., Wien 2002.
- Die FPÖ – eine rechtsextreme Partei?. Zur Radikalisierung der Freiheitlichen unter HC-Strache (= Politikwissenschaft. Bd. 177). Lit Verlag, Wien u. a. 2010, ISBN 978-3-643-50150-9.
- Die Vorwissenschaftliche Arbeit im Fach „Geschichte und Sozialkunde/Politische Bildung“. In: Historische Sozialkunde 41 (2011) 1, S. 14 ff.
- (Koord.): Die kompetenzorientierte Reifeprüfung. Geschichte und Sozialkunde, Politische Bildung. Richtlinien und Beispiele für Themenpool und Prüfungsaufgaben. Hrsg. durch das Bundesministerium für Bildung und Frauen, mit Beiträgen u. a. von Philipp Mittnik, Wien 2011.
- Zentrale Themen des Geschichtsunterrichts in Österreich. Analyse der Reifeprüfungsaufgaben an Wiener AHS. In: Historischen Sozialkunde 44 (2014) 4, S. 26 ff.
- Zentrale Themen des Geschichtsunterrichts in Österreich. Evaluation der Reifeprüfungsaufgaben aus dem Unterrichtsgegenstand Geschichte und Sozialkunde/Politische Bildung an Wiener AHS. Eine Empirische Erhebung. In: Pädagogische Hochschule Wien. Christian Friedrich, Helga Grössing, Walter Swoboda (Hrsg.): Forschungsperspektiven 6. Lit Verlag, Wien u. a. 2014, ISBN 978-3-643-50662-7, S. 49 ff.
- Wie leben Kinder und Jugendliche in verschiedenen historischen Zeiten?. In: Heinrich Ammerer, Wolfgang Buchberger, Johannes Brzobohaty (Hrsg.): Geschichte nutzen. Unterrichtsbeispiele zur Förderung von historischer Orientierungskompetenz. Im Auftrag des Bundesministeriums für Bildung und Frauen, Abteilung Politische Bildung, Projektleiter: Ludwig Boltzmann Institut für Menschenrechte-Forschungsverein, Edition polis, Wien 2015, ISBN 978-3-902659-09-5, S. 19 ff.
- mit Christoph Kühberger (Hrsg.): Empirische Geschichtsschulbuchforschung in Österreich (= Österreichische Beiträge zur Geschichtsdidaktik. Geschichte – Sozialkunde – Politische Bildung. 10). Studienverlag, Innsbruck 2015, ISBN 978-3-7065-5429-9.

- darin: Geschichtsbuchforschung in Österreich – Splitter der rezenten Entwicklungen, S. 9 ff. (mit Christoph Kühberger) und Die Darstellung des Genozids an Jüdinnen und Juden in englischen, deutschen und österreichischen Schulbüchern im diachronen Vergleich, S. 105 ff.

- (Hrsg.): Politische Bildung in der Primarstufe – Eine internationale Perspektive (= Österreichische Beiträge zur Geschichtsdidaktik. Geschichte – Sozialkunde – Politische Bildung. 11). Studienverlag, Innsbruck 2016, ISBN 978-3-7065-5569-2.

- darin: Politische und gesellschaftliche (Basis)Vorstellungen von Wiener VolksschülerInnen. Ergebnisse einer empirischen Studie, S. 23 ff.